# Alí Babá

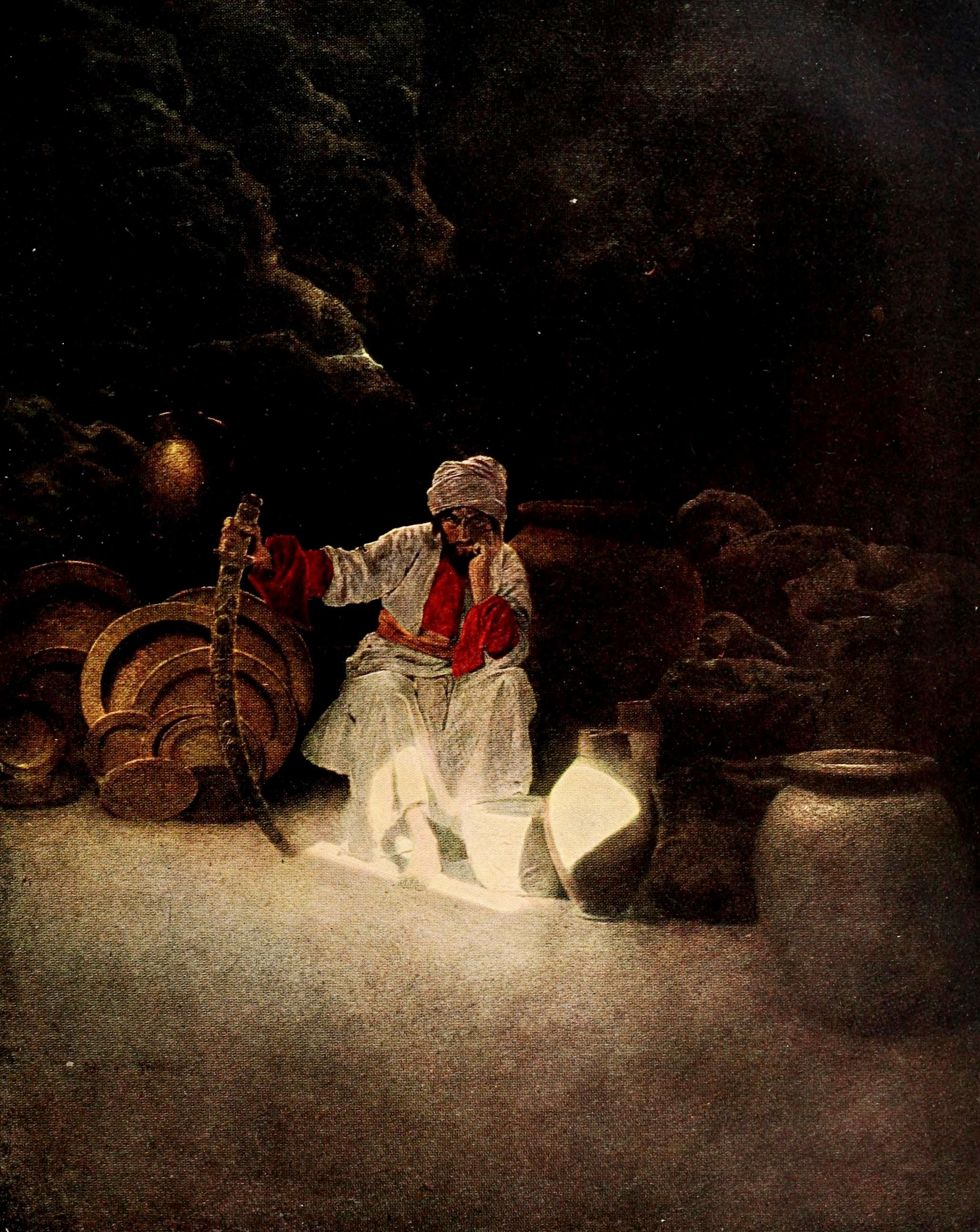
Kassim, el hermano de Alí Babá por Maxfield Parrish (1909).

Alí Babá (árabe علي بابا, persa علی‌بابا) es un personaje de ficción descrito en el cuento de aventuras Alí Babá y los cuarenta ladrones, perteneciente a Las mil y una noches. Algunos críticos creen que esta historia fue añadida al libro por uno de sus transcriptores europeos, Antoine Galland, un orientalista francés del siglo XVIII que pudo haberla oído en forma oral de un cuentista maronita de Alepo, llamado Hanna Diyab. Sin embargo, Richard Francis Burton afirmaba que era parte del libro original de Las mil y una noches. Esta historia también ha sido popular como trama de pantomimas, siendo quizá la más famosa de ellas Chu Chin Chow (1916).
Alí Baba, es un personaje que se caracteriza por su humildad, generosidad, y simplicidad. Es el personaje que se esfuerza para poder mantenerse a sí mismo, a sus dos hijos y a su bella mujer, su oficio consiste en cortar leña y transportarla sobre sus tres asnos, para luego venderla a mercaderes de la localidad.
La figura de Alí Baba se distorsiona a medida que avanza la historia, puesto que pasa de ser humilde y decente, a ser un saqueador más, al apoderarse de algunas riquezas que no le pertenecían. Esto representa que el ser humano puede ser en su infancia noble, cortés y humilde. Pero debido a las consecuencias y obstáculos por los que pasa, cambia su moralidad, y puede llegar a ser un ser vil, despiadado y sin escrúpulos.
Y también destaca la figura de la criada (Morgana), siendo una simple criada de Alí Baba, consigue adelantarse siempre dos pasos a los cuarenta saqueadores, su astucia y sagacidad, logra salvar la vida de Alí Baba, y finalmente logra formar parte de la familia de Alí Baba, al casarse con su hijo mayor.

## Historia
Alí Babá era un pobre leñador de Persia que fue testigo de la visita de una banda de cuarenta ladrones al escondite de su tesoro en el bosque en el que cortaba madera. El tesoro de los ladrones está en una cueva cuya boca queda sellada mágicamente: se abre con las palabras «Ábrete, Sésamo!»  y se cierra con «¡Ciérrate, Sésamo!». Cuando los ladrones se marchan, Alí Babá entra en la cueva y se lleva parte del tesoro a casa.
Kassim, el hermano de Alí Babá, que se había hecho millonario por haberse casado con la hija de un opulento comerciante, descubre la repentina riqueza de su hermano, quien le cuenta su descubrimiento de la cueva a pesar de no haberlo ayudado a superar su indigencia. Kassim acude a ella para llevarse algo del tesoro, pero en su avaricia y nerviosismo ante las riquezas olvida las palabras mágicas para salir de la cueva y los ladrones lo encuentran en ella, descuartizándolo. Los ladrones optan por enterrarlo, pero el capitán quería saber si había alguien más que sabia el secreto. Cuando Kassim no regresa, su esposa prega al hermano, que va a la cueva a buscarlo y encuentra su cuerpo despedazado en la entrada de la cueva, y lleva los trozos a casa. Con la ayuda de Morgiana o Luz Nocturna, una lista esclava de la familia de Kassim, y el viejo sastre Baba Mustafa logran recomponer el cuerpo apropiadamente para enterrarlo sin levantar sospechas sobre su muerte. 
Los ladrones, viendo que el cuerpo de Kassim había desaparecido, advierten que alguien más sabe su secreto, y se disponen a localizarlo. Los primeros intentos son frustrados por Morgiana al servicio de la familia de Alí Babá, pero finalmente logran averiguar la ubicación de la casa de Alí. 
El jefe de los ladrones se hace pasar por un comerciante de aceite necesitado de la hospitalidad de Alí Babá, llevando con él mulas cargadas con cuarenta tinajas, tres llenas de aceite y las otras treinta y siete con los ladrones de la banda. Los ladrones planean matar a Alí Babá cuando este duerma, pero de nuevo Morgiana descubre y frustra el plan, matando a los ladrones ocultos en las tinajas llenándolas de aceite hirviendo. Cuando el jefe va a buscar a sus hombres, descubre que todos están abrasados y huye. Ali Babá expresa su gratitud a Luz Nocturna, liberándola de su condición de esclava.
En venganza, algún tiempo después el jefe de los ladrones se establece como mercader y traba amistad con el hijo de Alí Babá (que ahora está a cargo del negocio de Kassim). Es invitado a cenar en casa de este, pero Morgiana lo reconoce y ejecuta una danza con una daga en honor de los comensales, clavándosela al ladrón en el corazón cuando este estaba desprevenido.
En agradecimiento a su fiel amiga Morgiana, Alí Babá decide darle la mano de su hijo joven y hermoso. Alí Babá se queda como único conocedor del secreto del tesoro de la cueva y las palabras mágicas para entrar a ella.

### Origen y antecedentes
La historia tiene sus raíces en una saga sudanesa del rey Alí Babá de la tribu Bija.[cita requerida] El rey rehusaba pagar impuestos a Al-Mutawakkil, el décimo califa abbasí de Bagdad. El rey rebelde selló todas las minas de oro de las montañas y detenía a todos los funcionarios que iban a la zona del mar Rojo. Bagdad envió un ejército para mantener el poder sobre el vital mercado del oro del mundo islámico (se creía que Sudán proveía más del 60% del oro abbasí en la época previa a las Cruzadas) y en cinco años logró aplastar la rebelión. Alí Babá, llevado a Bagdad, entregó todo el oro escondido por sus hombres al califa. Una exhibición pública del enorme tesoro y del derrotado rey se llevó a cabo en todas las ciudades importantes en el camino a la capital Samarra, creando la leyenda de las cuevas y los ladrones. Al final, a Alí Babá le fue concedida la amnistía y a su regreso dio oro a todos los necesitados de las principales ciudades de su camino como gesto de buena voluntad hacia aquellos contra quienes había luchado.